# Skate Canada International de 2001
O Skate Canada International de 2001 foi a vigésima oitava edição do Skate Canada International, um evento anual de patinação artística no gelo organizado pelo Skate Canada, e que fez parte do Grand Prix de 2001–02. A competição foi disputada entre os dias 1 de novembro e 4 de novembro, na cidade de Saskatoon, Saskatchewan, Canadá.

## Eventos
- Individual masculino
- Individual feminino
- Duplas
- Dança no gelo

## Medalhistas
| Evento                        | Ouro                                      | Prata                                       | Bronze                                           |
| Individual masculino detalhes | Alexei Yagudin · Rússia                   | Elvis Stojko · Canadá                       | Todd Eldredge · Estados Unidos                   |
| Individual feminino detalhes  | Sarah Hughes · Estados Unidos             | Irina Slutskaya · Rússia                    | Michelle Kwan · Estados Unidos                   |
| Duplas detalhes               | Jamie Salé · David Pelletier · Canadá     | Tatiana Totmianina · Maxim Marinin · Rússia | Anabelle Langlois · Patrice Archetto · Canadá    |
| Dança no gelo detalhes        | Shae-Lynn Bourne · Victor Kraatz · Canadá | Galit Chait · Sergei Sakhnovski · Israel    | Isabelle Delobel · Olivier Schoenfelder · França |

## Resultados

### Individual masculino
| Pos.              | Nome              | Nacionalidade  | Pontos | PC | PL |
| ----------------- | ----------------- | -------------- | ------ | -- | -- |
| Medalha de ouro   | Alexei Yagudin    | Rússia         | 1.5    | 1  | 1  |
| Medalha de prata  | Elvis Stojko      | Canadá         | 3.5    | 3  | 2  |
| Medalha de bronze | Todd Eldredge     | Estados Unidos | 5.0    | 4  | 3  |
| 4                 | Anthony Liu       | Austrália      | 6.5    | 5  | 4  |
| 5                 | Emanuel Sandhu    | Canadá         | 7.0    | 2  | 6  |
| 6                 | Andrejs Vlascenko | Alemanha       | 8.0    | 6  | 5  |
| 7                 | Johnny Weir       | Estados Unidos | 11.0   | 8  | 7  |
| 8                 | Yosuke Takeuchi   | Japão          | 12.5   | 9  | 8  |
| 9                 | Ben Ferreira      | Canadá         | 12.5   | 7  | 9  |
| 10                | Roman Serov       | Rússia         | 15.0   | 10 | 10 |
| 11                | Stanick Jeannette | França         | 16.5   | 11 | 11 |

### Individual feminino
| Pos.              | Nome               | Nacionalidade  | Pontos | PC | PL |
| ----------------- | ------------------ | -------------- | ------ | -- | -- |
| Medalha de ouro   | Sarah Hughes       | Estados Unidos | 2.5    | 1  | 2  |
| Medalha de prata  | Irina Slutskaya    | Rússia         | 3.0    | 4  | 1  |
| Medalha de bronze | Michelle Kwan      | Estados Unidos | 4.0    | 2  | 3  |
| 4                 | Fumie Suguri       | Japão          | 5.5    | 3  | 4  |
| 5                 | Sarah Meier        | Suíça          | 9.0    | 6  | 6  |
| 6                 | Galina Maniachenko | Ucrânia        | 9.5    | 5  | 7  |
| 7                 | Annie Bellemare    | Canadá         | 10.5   | 11 | 5  |
| 8                 | Laetitia Hubert    | França         | 11.5   | 7  | 8  |
| 9                 | Nicole Watt        | Canadá         | 14.0   | 10 | 9  |
| 10                | Marianne Dubuc     | Canadá         | 14.0   | 8  | 10 |
| 11                | Kristina Oblasova  | Rússia         | 15.5   | 9  | 11 |
| 12                | Tamara Dorofejev   | Hungria        | 18.0   | 12 | 12 |

### Duplas
| Pos.              | Nome                                    | Nacionalidade  | Pontos | PC | PL |
| ----------------- | --------------------------------------- | -------------- | ------ | -- | -- |
| Medalha de ouro   | Jamie Salé / David Pelletier            | Canadá         | 1.5    | 1  | 1  |
| Medalha de prata  | Tatiana Totmianina / Maxim Marinin      | Rússia         | 3.0    | 2  | 2  |
| Medalha de bronze | Anabelle Langlois / Patrice Archetto    | Canadá         | 5.0    | 4  | 3  |
| 4                 | Pang Qing / Tong Jian                   | China          | 5.5    | 3  | 4  |
| 5                 | Stephanie Kalesavich / Aaron Parchem    | Estados Unidos | 7.5    | 5  | 5  |
| 6                 | Viktoria Borzenkova / Andrei Chuvilyaev | Rússia         | 10.0   | 8  | 6  |
| 7                 | Chantal Poirier / Ian Moram             | Canadá         | 10.5   | 7  | 7  |
| 8                 | Danielle Hartsell / Steve Hartsell      | Estados Unidos | 11.0   | 6  | 8  |

### Dança no gelo
| Pos.              | Nome                                    | Nacionalidade    | Pontos | DC | DO | DL |
| ----------------- | --------------------------------------- | ---------------- | ------ | -- | -- | -- |
| Medalha de ouro   | Shae-Lynn Bourne / Victor Kraatz        | Canadá           | 2.0    | 1  | 1  | 1  |
| Medalha de prata  | Galit Chait / Sergei Sakhnovski         | Israel           | 4.0    | 2  | 2  | 2  |
| Medalha de bronze | Isabelle Delobel / Olivier Schoenfelder | França           | 6.0    | 3  | 3  | 3  |
| 4                 | Svetlana Kulikova / Arseni Markov       | Rússia           | 8.4    | 5  | 4  | 4  |
| 5                 | Eliane Hugentobler / Daniel Hugentobler | Suíça            | 9.6    | 4  | 5  | 5  |
| 6                 | Megan Wing / Aaron Lowe                 | Canadá           | 12.0   | 6  | 6  | 6  |
| 7                 | Federica Faiella / Massimo Scali        | Itália           | 14.0   | 7  | 7  | 7  |
| 8                 | Kateřina Kovalová / David Szurman       | República Tcheca | 16.0   | 8  | 8  | 8  |
| 9                 | Josée Piché / Pascal Denis              | Canadá           | 18.4   | 10 | 9  | 9  |
| 10                | Nakako Tsuzuki / Rinat Farkhoutdinov    | Japão            | 20.4   | 11 | 10 | 10 |
| 11                | Alla Beknazarova / Yury Kocherzhenko    | Ucrânia          | 21.2   | 9  | 11 | 11 |

## Quadro de medalhas
| Ordem | País           | Medalha de ouro | Medalha de prata | Medalha de bronze |    | Ordem por total |
| ----- | -------------- | --------------- | ---------------- | ----------------- | -- | --------------- |
| 1     | Canadá         | 2               | 1                | 1                 | 4  | 1               |
| 2     | Rússia         | 1               | 2                |                   | 3  | 2               |
| 3     | Estados Unidos | 1               |                  | 2                 | 3  | 2               |
| 4     | Israel         |                 | 1                |                   | 1  | 4               |
| 5     | França         |                 |                  | 1                 | 1  | 4               |
| TOTAL | TOTAL          | 4               | 4                | 4                 | 12 | —               |